# Big Girls Cry
"Big Girls Cry" is een nummer van de Australische zangeres Sia uit 2014. Het is de tweede single van haar zesde studioalbum 1000 Forms of Fear.
Het nummer is een ballad over een meisje met een gebroken hart dat alleen woont. Nadat ze haar emoties heeft opgekropt, stort ze uiteindelijk in omdat ze steeds maar geen sms krijgt van de man van wie ze houdt.
Het nummer werd enkel in Australië en een paar Europese landen op single uitgebracht, en in een aantal van deze landen werd de plaat een bescheiden hit. Zo bereikte het de 16e positie in Australië, Sia's thuisland. In Nederland bereikte de plaat geen hitlijsten, terwijl het in Vlaanderen de 54e positie in de Tipparade bereikte.